# Australian Championships 1953
Die 41. Australian Championships waren ein Tennis-Rasenplatzturnier der Klasse Grand Slam, das von der ILTF veranstaltet wurde. Es fand vom 9. bis 17. Januar 1953 in Melbourne, Australien statt.
Titelverteidiger im Einzel waren Ken McGregor bei den Herren sowie Thelma Long bei den Damen. Im Herrendoppel waren Ken McGregor und Frank Sedgman, im Damendoppel Thelma Long und Nancye Bolton die Titelverteidiger. Im Mixed waren Thelma Long und George Worthington die Titelverteidiger.

## Herreneinzel
| Nr. | Spieler        | Erreichte Runde |
| --- | -------------- | --------------- |
| 01. | Mervyn Rose    | Finale          |
| 02. | Vic Seixas     | Halbfinale      |
| 03. | Ken Rosewall   | Sieg            |
| 04. | Fausto Gardini | 2. Runde        |
| 05. | Lew Hoad       | 2. Runde        |
| 06. | Ham Richardson | Viertelfinale   |

| Nr. | Spieler        | Erreichte Runde |
| --- | -------------- | --------------- |
| 07. | Geoffrey Brown | Viertelfinale   |
| 08. | Straight Clark | Viertelfinale   |
| 09. | Don Candy      | 2. Runde        |
| 10. | Rex Hartwig    | 2. Runde        |
| 11. | Ian Ayre       | Halbfinale      |
| 12. | Neale Fraser   | 2. Runde        |

## Dameneinzel
| Nr. | Spielerin        | Erreichte Runde |
| --- | ---------------- | --------------- |
| 01. | Maureen Connolly | Sieg            |
| 02. | Julie Sampson    | Finale          |
| 03. | Helen Angwin     | Viertelfinale   |
| 04. | Mary Hawton      | Halbfinale      |
| 05. | Beryl Penrose    | Viertelfinale   |

| Nr. | Spielerin      | Erreichte Runde |
| --- | -------------- | --------------- |
| 06. | Pam Southcombe | Viertelfinale   |
| 07. | Alison Baker   | Achtelfinale    |
| 08. | Dorn Fogarty   | Halbfinale      |
| 09. | Nell Hopman    | Viertelfinale   |
| 10. | Gwen Thiele    | Achtelfinale    |

## Damendoppel
| Nr. | Paarung                        | Erreichte Runde |
| --- | ------------------------------ | --------------- |
| 01. | Maureen Connolly Julie Sampson | Sieg            |
| 02. | Mary Hawton Beryl Penrose      | Finale          |
| 03. | Helen Angwin Gwen Thiele       | Halbfinale      |
| 04. | Carmen Borelli Pam Southcombe  | Viertelfinale   |
| 05. | Nell Hopman Jenny Staley       | Viertelfinale   |